# Terrathelphusa loxophthalma
Terrathelphusa loxophthalma is een krabbensoort uit de familie van de Gecarcinucidae. De wetenschappelijke naam van de soort is voor het eerst geldig gepubliceerd in 1892 door De Man.